# První vláda Heinricha Brüninga
První vláda Heinricha Brüninga byla vláda Německé říše v období Výmarské republiky, která působila od 31. března 1930 do 9. října 1931.
Měla 13 členů a jednalo se o koalici Centra, Bavorské lidové strany (BVP), Německé demokratické strany (DDP), Německé lidové strany (DVP) a Konzervativní lidové strany (KVP).
Původně delegovaly do vlády své nominanty i Říšská strana německého středního stavu (WP) a Německá národně lidová strana (DNVP). Zástupce WP byl později ve funkci nahrazen státním tajemníkem a zástupce DNVP ze strany vystoupil a dále vystupoval za Křesťanskonárodní stranu rolníků a zemědělců (CNBL). Ve vládě byl dále jeden nestraník a později dva státní sekretáři.
Vláda měla pouze 193 křesel v 491 členném říšském sněmu, ale díky prezidentským dekretům nepotřebovala k prosazení zákonů jeho schválení. Jednalo se o první tzv. prezidentský kabinet.

## Vznik vlády
Na konci března 1930 se díky probíhající hospodářské krizi rozpadla široká koalice Hermanna Müllera, která zahrnovala všechny demokratické strany od sociálních demokratů až po liberály. Osudným se kabinetu stal konflikt mezi DVP a SPD ohledně daňové politiky a restrukturalizace pojištění v nezaměstnanosti. Prezident Hindenburg pověřil 28. března 1930 sestavením nové vlády předsedu parlamentní frakce katolického Centra Heinricha Brüninga. Jeho jmenování nebylo žádným překvapením. Liberálové si  považovali, že Brüning měl renomé ekonomického experta, zastával konzervativní politické názory a měl kontakty napříč politickým spektrem. Prezident Hindenburg zase oceňoval, že nový kancléř byl několikrát vyznamenaným frontovým vojákem. 
Při tvorbě vlády neměl Brüning zcela volné ruce. Od prezidenta dostal nařízeno, že vláda by neměla být budována na základě koaličních vazeb a má se politicky posunout doprava. Hindenburg sám navrhl dva nové členy vlády, a to ministra pro okupovaná území Gottfrieda Treviranuse z KVP a Martina Schieleho z DNVP jako ministra zemědělství. Jinak převzal Brüning všechny členy předchozí Müllerovy vlády (samozřejmě kromě zástupců SPD). Na ministerstvech zahraničí, financí, obrany a pošt dokonce nedošlo k žádným personálním změnám. Ministerstvo vnitra převzal Joseph Wirth z levicového křídla Centra a novým vicekancléřem a zároveň ministrem hospodářství se stal Hermann Dietrich z DDP. Kabinet se ujal úřadu 31. března 1930. 

## Domácí politika

### Úsporná opatření a rozpočet
Funkční období Brüningovy vlády se krylo v vrcholem Velké hospodářské krize, jejíž rozsah si na jaře 1930 nikdo nedokázal představit. Nejdříve musela vláda čelit problémům, které nedokázal vyřešit předchozí kabinet, a to přijetí rozpočtu pro období 1930/31. Brüning považoval krizi spíše za politickou než hospodářskou a poukazoval na neschopnost parlamentu a předchozích koaličních vlád řešit naléhavé problémy. Sám se odhodlal jít cestou deflační politiky, sanací říšského rozpočtu spojenou s rozsáhlými úsporami v sociální oblasti a s reformou veřejných financí a daní. Při projevu v říšském směnu, 1. dubna 1930, prohlásil, že jeho vláda nebude váhat využít prezidentské pravomoci zakotvené v 48. článku Výmarské ústavy, delegovat výkonnou moc na kabinet bez souhlasu říšského směnu. Zároveň varoval poslance, že bude prosazovat svou úspornou politiku, i když mu parlament nevysloví důvěru.
První Brüningův návrh úsporných opatření se nesetkal s pozitivním ohlasem nejen u opozice, ale i koaličních partnerů (např. Bavoři odmítali zvýšení daně z piva) a po porážce při jednání v daňovém výboru musela vláda přistoupit na kompromisy (daň z piva byla zvýšena pouze o 50 % a ztráta byla nahrazena zvýšením daně z obratu a zavedením daně z obchodních domů). Úsporná opatření schválil sněm 14. dubna 1930.
Zacelení rozpočtu ale zmíněné zvýšení daní nepřineslo. Naopak v květnu 1930 přiznal ministr financí Moldenhauer, že schodek rozpočtu stále narůstá. Jeho návrh na jednorázový příplatek k dani z příjmu pro všechny státní zaměstnance byl odmítnut. Po hlasitém nesouhlasu i z jeho vlastní strany se rozhodl Moldenhauer na konci června 1930 rezignovat. Brüning chtěl za nového ministra financí Höpker-Aschoffa, dosavadního ministra financí Pruska. Ten ale nabídku odmítl kvůli hrozbě propojení pruské a říšské správy. Novým ministrem se nakonec stal stávající ministr hospodářství Dietrich. 
V červnu 1930 vláda předstoupila před sněm s novým návrhem rozpočtu, ale v poměru 193:256 byl návrh odmítnut. Brüning po neúspěšném hlasování nechal prezidenta Hindenburga dne 16. července 1930 vyhlásit nový rozpočet jako prezidentský dekret. O dva dny později využil sněm článku 48 Výmarské ústavy a sociální demokraté společně s nedemokratickými silami (s komunisty, nacionalisty a nacisty) nouzový dekret zrušili. Kancléř požádal prezidenta, aby rozpustil sněm a vypsal předčasné volby. Státní rozpočet vyšel jako prezidentský dekret bez schválení sněmu 26. července 1930 a obsahoval mnohem tvrdší úsporná opatření, než s kterými počítal původní vládní návrh. Stalo se tak poprvé v historii Výmarské republiky a tento okamžik se dá považovat za přerod parlamentní demokracie na systém prezidentských kabinetů.
Samotné zavedení deflační politiky znamenalo omezení veřejných zakázek, snížení sociálních dávek pro nezaměstnané, důchodce a válečné veterány i snížení platů ve státním zaměstnancům. Na druhé straně se vláda snažila získat finanční prostředky zvýšením spotřebních a dalších nepřímých daní. Zcela ignorovala vážné sociální dopady krize na obyvatelstvo. Brüningovi se dokonce začalo předzvídat hladový kancléř. Balíčky úsporných opatření z let 1930–1932 nakonec ekonomické dopady krize jenom zhoršovaly a vedly k nárůstu nezaměstnanosti. Pokud v roce 1930  bylo na 3,7 miliónu nezaměstnaných, tak  roce 1931 se jejich počet vyšplhal na  5,1 miliónu a v roce 1932 počet dosáhl 6 miliónů, což bylo téměř 31% obyvatel v produktivním věku. Nejzasaženější skupinou byli mladí Němci od 18 do 30 let, u nichž se nezaměstnanost vyšplhala až k 46 %. V bezvýsledné situaci došlo k radikalizaci mladých voličů a jejich příklonu k nacistům a komunistům.
Celkově bylo vydáno pět nouzových dekretů, které podporovaly z úspornou politiku vlády:
- dekret z 26. června 1930 - kromě velkých škrtů ve výdajích a zvyšování daní byla zavedena dodatečný daň z příjmu pro státní zaměstnance a byly zpřísněna kritéria pro způsobilost pro pobírání sociálních dávek.
- dekret z 1. prosince 1930 - další snížení platů a důchodů státních zaměstnanců, došlo ke snížení podpory v nezaměstnanosti a nemocenského pojištění. Dále byly zvýšeny sazby stávajících daní.
- dekret z 5. června 1931 - zavedení krizové daně a další snížení platů státních zaměstnanců, pojištění v nezaměstnanosti bylo poníženo o 5 %, došlo k snížení přídavků na děti.
- dekret z 6. října 1931 - další snížení platů státních zaměstnanců, zvýšení odvodů na pojištění v nezaměstnanosti, doba podpory v nezaměstnanosti byla snížena a naopak byl zvýšen věk na nárok na sociální dávky. Byly zastaveny veškeré stavební práce na státních budovách.
- dekret z 8. prosince 1931 - opět došlo ke snížení platů státních zaměstnanců, čímž se dostali na úroveň mzdy z roku 1927. Navíc byla zkrácena doba nároku na pojištění v nezaměstnanosti na maximálně dvacet týdnů

### Parlamentní volby

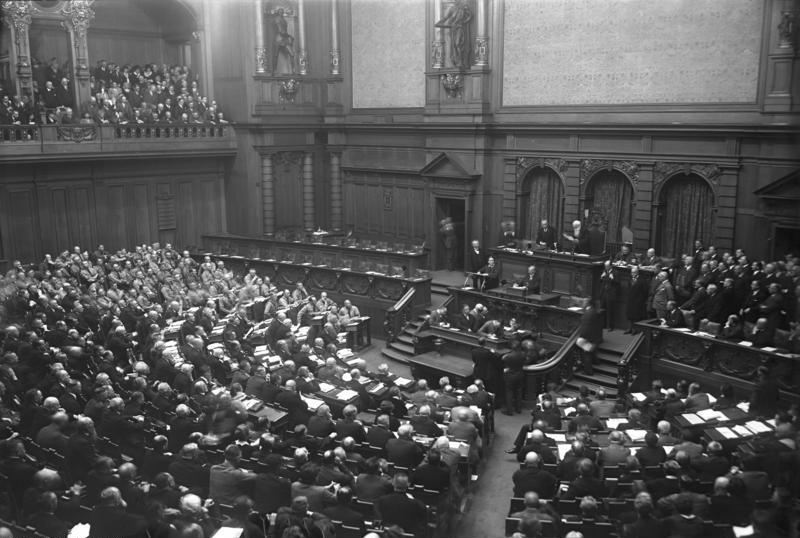
Zasedání říšského směnu v roce 1930, vlevo nacisté v hnědých košilích

Brünningovo rozhodnutí ohledně rozpuštění sněmu se ukázalo jako mimořádnou nezodpovědné. Nový kancléř zcela podcenil rozhořčení a nespokojenost obyčejných Němců s úspornou politikou a také nereflektoval, že již před samotnými volbami získali nacisté v zemských volbách v Sasku 14,4%. V předčasných volbách utrpěli konzervativci a liberálové těžkou porážku (nacionalisté z DNVP ztratili 32 křesel a liberálové 20).  Katolické strany (Centrum a BVP) jen mírně posílily. Sociální demokraté volby vyhráli, přišli ale o 10 křesel. Zcela šokující byl úspěch nacistů, kteří posílili z původních 12 mandátů na 107 a stali se druhou nejsilnější stranou ve sněmu. Výrazně uspěli i komunisté, kteří s 77 křesli měli třetí nejpočetnější poslanecký klub. 
V nastalé situaci se jevilo jako nemožné sestavit fungující většinovou vládu. Došlo k jednání mezi stávající vládou a SPD, jejíž zástupci nakonec souhlasili s částečnou podporou menšinové vlády a slíbili neblokovat prezidentské dekrety. Dali přednost tolerování menšinového kabinetu před opakovanými volbami, které by pravděpodobně dopadly ještě víc v neprospěch demokratických sil. Vedoucí SPD se dokonce snažili dohodnout přímý vstup sociálních demokratů do vlády, s tím ale Brüning nesouhlasil. Byl si vědom, že vstupem SPD do vlády by ztratil podporu prezidenta a nechtěně posílil pravicovou opozici.

### Zemědělská politika
Zemědělství se stalo jednou z priorit Brüningovi vlády a jednou z mála oblastí, kterou nezasáhly úsporná opatření. Samotní němečtí zemědělci nebyli v tísni jen v důsledku Velké hospodářské krize. Zemědělství dlouhodobě trpělo nadprodukcí a problémy s odbytem. Dokázalo se udržet pouze díky ochranné celní politice proti zahraniční konkurenci (především z Ruska a USA). Poválečný celosvětový rozmach výroby potravin vyvíjel neustálý tlak na ceny zemědělských produktů, který Němci nebyli schopni reflektovat. Navíc německým specifikem byl rozdíl mezi západní a východní částí země, kde pomyslnou hranici tvořila řeka Labe. Na západě byla rozkouskovaná půda vlastněna mnoha drobnými farmáři, zatímco na východě rozlehlé lány patřili šlechtě, tzn. junkerům. Prezident Hindenburg pocházel z junkerské rodiny a sám se aktivně zasazoval o finanční pomoc východním oblastem. Jmenování předsedy Zelené fronty Schieleho ministrem zemědělství byl jedním z prvních přímých zásahů prezidenta do politiky vlády.         
Se speciální finanční pomocí pro východní oblasti  přišel již předchozí kabinet. V dubnu 1929 schválila Müllerova vláda sérii vypořádacích půjček, úrokových subvencí a státních záruk pro postižené zemědělce. Do roku 1933 vyšlo na 61 zákonů, nařízení, směrnic a dalších 60 úředních vyhlášek, které byly později spojeny pod názvem Východní pomoc (německy: Osthilfe). Ta spočívala v odkupu obilí a jeho skladování státních obilnicích, což mělo udržet jeho cenu a junkeři následně obdrželi i přímou finanční pomoc.

## Zahraniční politika

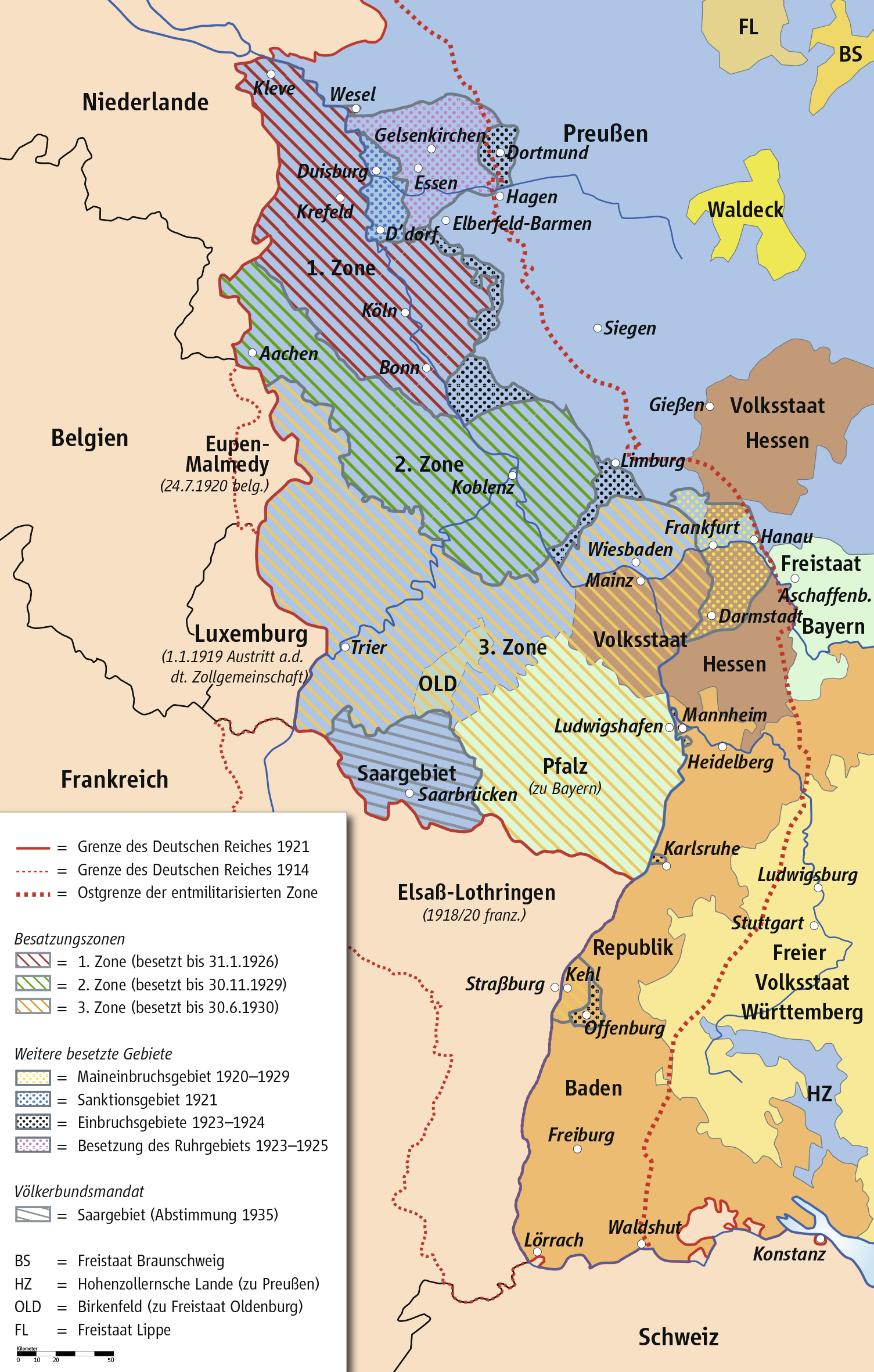
Okupace Porýní (německy)

Během prvního Brüningova mandátu došlo k dlouho očekávanému ukončení okupace Porýní spojeneckými vojsky. Stalo se tak 30. června 1930, a to pět let před plánovaným ukončením daným Versailleskou smlouvou. Hlavní strůjce jejího konce ministr zahraničí Gustav Stresemann se ale tohoto vytouženého okamžiku nedočkal, jelikož zemřel již v říjnu 1929 na mrtvici. Porýní se stalo opět integrální součástí německého státu, jen v zóně 50 km východně od Rýna vznikla demilitarizovaná zóna. Oblast zůstala demilitarizovaná až do března 1936, kdy do ní napochodoval Wehrmacht pod vedením Adolfa Hitlera.
Hlavním agendou zahraniční politiky byl pokus o úplné zrušení placení reparací. Brüning chtěl nastolením tvrdé deflační politiky a zvýšením diplomatické aktivity dokázat, že pro Německo není prakticky možné reparace platit. Prostřednictvím nouzových hospodářských nařízení bez ohledu na nezadržitelný růst nezaměstnanosti chtěl dosáhnout úspěchu v zahraniční politice, kterým by výrazněl umlčel opoziční hlasy a vylepšil obraz vlastní vlády. Dodnes zůstává předmětem diskuzí, jestli měl kancléř vůbec v úmyslu ekonomickou situaci zlepšit, či chtěl jen použít katastrofální stav německého hospodářství jako hlavní argument pro ukončení placení reparací. Jeho politika slavila dílčí úspěchy a 6. června 1931 začalo platit tzv. Hooverovo moratorium (pojmenované podle prezidenta USA Herberta Hoovera), ve kterém USA povolily evropským zemím odložit placení reparací a mezispojeneckých půjček. Moratorium mělo skončit přesně za rok od jeho schválení.   
Na mezinárodní scéně se německé vládě podařilo přiklonit na svoji stranu v revizní politice Sovětský svaz a Itálii. Německo-sovětské vztahy na počátku roku 1930 poškodila kolektivizace, která výrazně zasáhla místní německou menšinu. Oba státy ale spojoval odpor proti Polsku a jeho spojenci Francii a zároveň výhodná hospodářská spolupráce. SSSR byl pro Němce obrovský trh pro jejich průmyslové zboží a nemluvě o tom, že Němci v Sovětské svazu tajně cvičili svoji armádu, a obcházeli tak Versailleskou smlouvu. Výhody zahraniční a hospodářské politiky převážily jakékoliv obavy a v červnu 1931 byla prodloužena smlouva o neutralitě a přátelství z roku 1926. Velkým úspěchem se stalo vylepšení německo-italských vztahů. První impuls přišel z italské strany, která hledala spojence proti Francii a správně se domnívala, že Brüningova konzervativní vláda nebude mít moc výhrad proti fašistickému režimu v Itálii. Začala intenzivní spolupráce na půdě Společnosti národů, kde se obě země stavěly proti britsko-francouzským aktivitám. Vrcholem sblížení byla oficiální státní návštěva kancléře Brüninga a ministra zahraničí Curtiuse v Římě v srpnu 1931.                 

## Konec vlády
Zahraničněpolitickou katastrofou naopak dopadl projekt Německo-rakouské celní unie. Po smrti Stresemanna přešlo křeslo ministra zahraničí na jeho stranického kolegu Julia Curtiuse, který se zkušenostmi ani prozíravostí nemohl svému předchůdci rovnat. Curtius si dal za svůj cíl posílení vazeb se svými východními a jižními sousedy, a s Rakouskem především. Již v únoru 1930 přišel rakouský kancléř Schober při jednání v Berlíně s myšlenkou celní unie, která byla jeho německými protějšky pozitivně přijata. Plán byl vyprecizován Curtiusem a Schoberem v létě 1930 a v březnu 1931 ho obě strany schválily. Ne příliš dobře naplánované ohlášení přišlo 21. března 1931 a uvrhlo Evropu na dalšího půl roku do politické krize. Nejhlasitěji postavilo proti Československo, které vidělo v unii ohrožení vlastní existence, jelikož do obou zemí mířila většina jeho vývozu. Edvard Beneš 23. března prohlásil v parlamentu: Je to příprava na válku, zpočátku ekonomickou a následně nevyhnutelně vojenskou. Říká to s plným vědomím důsledků tohoto tvrzení. ČSR se dostalo plné podpory od Francie, která hrozila ekonomickým bojkotem svého východního souseda. Smířlivější byli v celní unii Britové. Spojené království se obávalo vlády nacistů v Německu a pád Brüningovi vlády po neúspěchu unie by vytvořil ideální okamžik pro převzetí moci. Curtius s Schoberem byli připraveni obhajovat své plány před Společností národů v Ženevě, jenže mezitím se rakouská hospodářská situace stala zcela neudržitelnou, což dokonal bankrot největší rakouské banky Creditanstalt. Německo nebylo v pozici Rakousku jakkoliv finančně pomoci, a tak se Rakušané obrátili s žádostí o pomoc na Francii. Francouzi ji v srpnu 1931 doopravdy poskytli ale s podmínkou okamžitého zrušení plánů na celní unie.   
Curtius převzal plnou zodpovědnost za selhání celní unie a podal 3. října 1931 demisi. Kancléř ji využil jako příležitost k rezignaci celého kabinetu a pokusil se vyjít vstříc požadavkům prezidenta na ještě více pravicové směřování vlády. Došlo v personálním změnám, kdy kabinet museli opustit Joseph Wirth a Theodor von Guérard z levicového křídla Centra, aby byli nahrazeni mnohem konzervativnějšími osobami. DVP se po rezignaci svého posledního ministra dále nepodílela na Brüningově kabinetu. Obnovená Brüningova vláda se ujala úřadu 10. října 1931.

## Seznam členů vlády

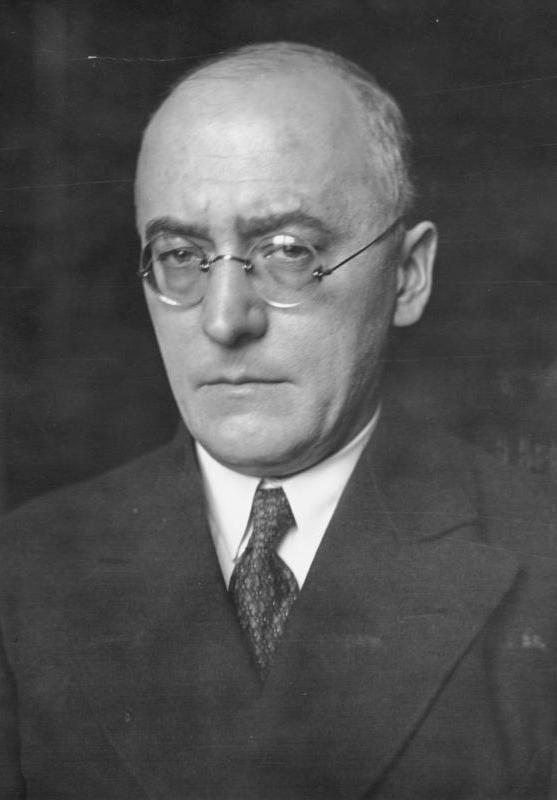
Kancléř Brüning

Dne 30. září 1930 došlo po ukončení francouzsko-belgické okupace Porýní ke zrušení ministerstva okupovaných oblastí.
| Portfej              | Ministr                             | Strana | Strana                         | Nástup do úřadu  | Odchod z úřadu   |
| -------------------- | ----------------------------------- | ------ | ------------------------------ | ---------------- | ---------------- |
| říšský kancléř       | Heinrich Brüning                    |        | Centrum                        | 31. března 1930  | 9. října 1931    |
| vicekancléř          | Hermann Dietrich                    |        | DDP                            | 31. března 1930  | 9. října 1931    |
| zahraničí            | Julius Curtius                      |        | DVP                            | 31. března 1930  | 9. října 1931    |
| vnitro               | Joseph Wirth                        |        | Centrum                        | 31. března 1930  | 9. října 1931    |
| finance              | Paul Moldenhauer                    |        | DVP                            | 31. března 1930  | 28. června 1930  |
| finance              | Hermann Dietrich                    |        | DDP                            | 28. června 1930  | 9. října 1931    |
| hospodářství         | Hermann Dietrich                    |        | DDP                            | 31. března 1930  | 28. června 1930  |
| hospodářství         | Ernst Trendelenburg pověřen řízením |        | -                              | 28. června 1930  | 9. října 1931    |
| práce                | Adam Stegerwald                     |        | Centrum                        | 31. března 1930  | 9. října 1931    |
| justice              | Johann Viktor Bredt                 |        | WP                             | 31. března 1930  | 5. prosince 1930 |
| justice              | Curt Joël pověřen řízením           |        | -                              | 5. prosince 1930 | 9. října 1931    |
| ozbrojené síly       | Wilhelm Groener                     |        | bezpartijní                    | 31. března 1930  | 9. října 1931    |
| pošty                | Georg Schätzel                      |        | BVP                            | 31. března 1930  | 9. října 1931    |
| doprava              | Theodor von Guérard                 |        | Centrum                        | 31. března 1930  | 9. října 1931    |
| výživa a zemědělství | Martin Schiele                      |        | DNVP od 22. července 1930 CNBL | 31. března 1930  | 9. října 1931    |
| okupované oblasti    | Gottfried Treviranus                |        | KVP                            | 31. března 1930  | 30. září 1930    |
| bez portfeje         | Gottfried Treviranus                |        | KVP                            | 1. října 1930    | 9. října 1931    |